# Dicranomyia anteapicalis
Dicranomyia anteapicalis är en tvåvingeart som först beskrevs av Alexander 1947.  Dicranomyia anteapicalis ingår i släktet Dicranomyia och familjen småharkrankar. Inga underarter finns listade i Catalogue of Life.